# .hm
.hm為澳洲海外屬地赫德島和麥克唐納群島國家及地區頂級域（ccTLD）的域名，於1997年7月24日啟用。.hm的網站並不多，而且大多與赫德島和麥克唐納群島無關。

## 外部連結
- IANA .hm whois information（页面存档备份，存于）
- .hm domain registration website（页面存档备份，存于）